# باشگاه فوتبال تای‌پو
باشگاه فوتبال تای‌پو یک باشگاه فوتبال در ایالت تای‌پو در کشور هنگ کنگ می‌باشد که در لیگ برتر فوتبال هنگ کنگ بازی می‌کند. این باشگاه در سال ۲۰۰۲ تأسیس شده است.